# 보조바퀴
《보조바퀴》는 2021년에 개봉한 대한민국의 영화이다.

## 캐스팅
- 박서영
- 박은영
- 홍석우